# Netterden

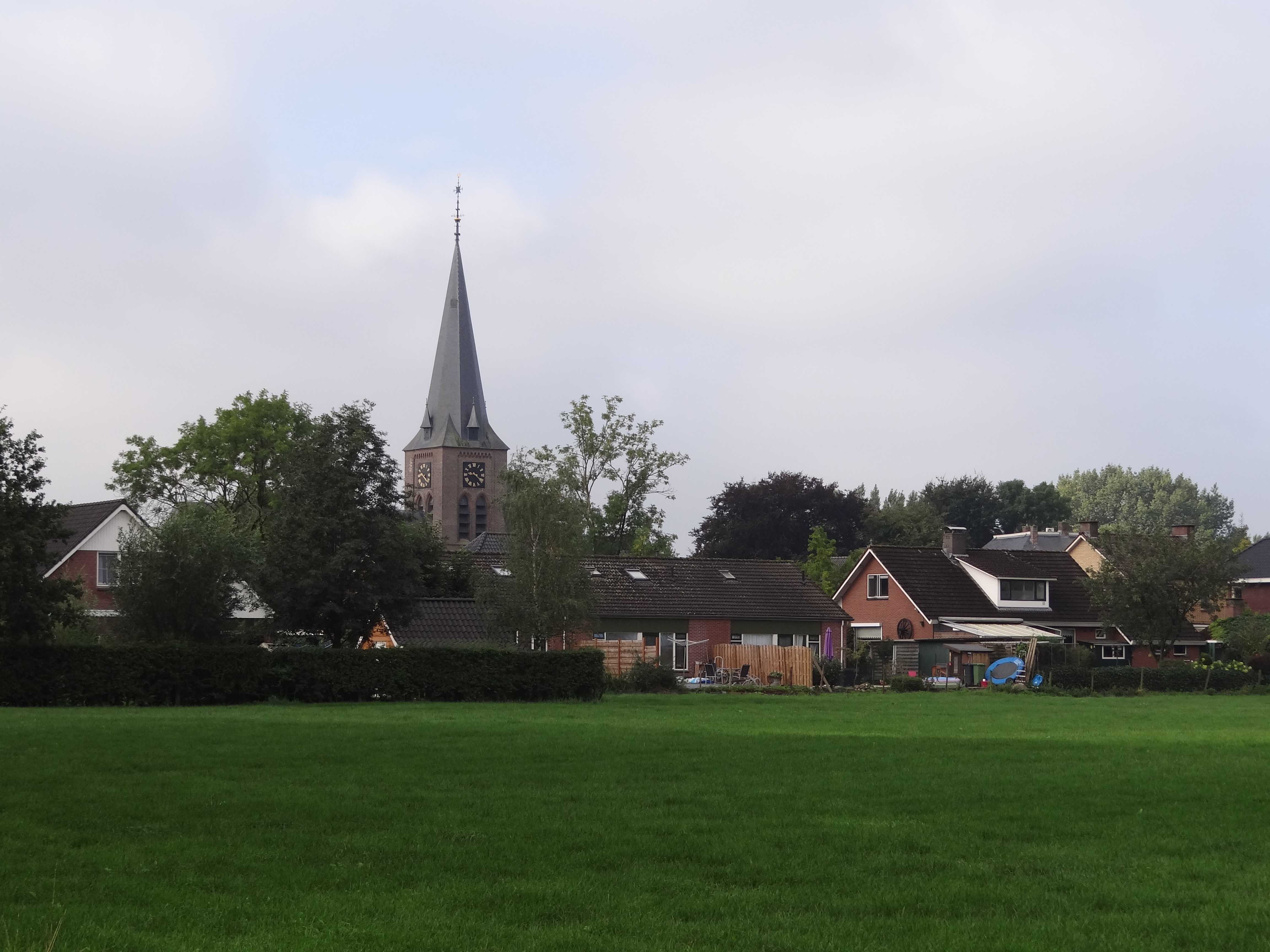
Dorfansicht Netterden (NL)

Netterden ist ein niederländisches Dorf der Gemeinde Oude IJsselstreek. Sie liegt in den Regionen Liemers und Achterhoek in der Provinz Gelderland. Bis zur Gemeindereform im Jahr 2005 gehörte Netterden zur vormaligen Gemeinde Gendringen. Das Dorf hat 560 Einwohner (Stand 1. Januar 2024).

## Nachbarorte
Netterden liegt im Süden und Westen direkt an der Landesgrenze zu Deutschland, wo sich auf deutscher Seite der Ortsteil ’’Klein-Netterden’’ befindet, der zur Stadt Emmerich am Rhein gehört. Nördlich des Dorfes liegen ’s-Heerenberg, Azewijn und Ulft, im Osten Gendringen, Megchelen und Anholt (D).
| ’s-Heerenberg (NL)                     | Azewijn (NL)                                | Ulft (NL)       |
| Emmerich-Klein-Netterden-Speelberg (D) | Kompassrose, die auf Nachbargemeinden zeigt | Gendringen (NL) |
| Emmerich-Vrasselt (D)                  | Emmerich-Praest (D)                         | Megchelen (NL)  |

## Sehenswürdigkeiten und Monumente

### Die Walburgis-Kirche
Bereits um 1200 bis 1225 wurde die Walburgiskirche (Sint-Walburgiskerk) in Netterden erbaut. Dies belegen die Fundamente, die aus Tuffstein bestehen, den man ab dem 13. Jahrhundert hier nicht mehr als Baumaterial verwendet hat. Der Tuffstein, der vulkanischen Ursprungs ist, wurde aus Süddeutschland den Rhein hinunter an den Niederrhein transportiert. Auch die noch bestehenden Kirchtürme in der Umgebung Netterdens, in Zeddam, Beek, Etten und Gendringen sind aus Tuffstein errichtet.
Der Baustil der Netterdenschen Kirche war ursprünglich romanisch. Später wurde sie dann im gotischen Stil umgebaut, wobei romanische Elemente bis zum Umbau im 19. Jahrhundert noch sichtbar blieben. Durch die Reformation gelangte die Kirche zur reformierten Gemeinde, bevor sie im Jahr 1800 an die römisch-katholische Kirche zurückgegeben und 1875 von Reichsbaumeister Pierre Cuypers vergrößert und umgebaut wurde. Im Jahre 2013 bis 2014 wurden das Innere des Kirchengebäudes sowie der Außenbereich restauriert.

### Kastell De Woldenburg
Von den Gebäuden des mittelalterlichen Kastells De Wordenburg (Kasteel De Woldenburg) ist heute nur wenig erhalten. Ursprünglich lag es nördlich des Pastorats, wo sich heute ein landwirtschaftlicher Betrieb befindet. Südlich und südwestlich des Pastorats, das auch zum Komplex des Kastells gehörte, befinden sich noch Reste des Burggrabens (kasteelgracht). Das Pastorat liegt im Nordwesten der alten Dorfkirche.

### Pastorat
Das Pastorat gehörte früher zum Komplex des Kastells De Wordenburg und lag in dessen Vorburgbereich. Es wurde unweit der Kirche, nordwestlich des Kirchturms erbaut. Hinter dem Gebäude, am heutigen Papenkampseweg, sind noch Reste des Burggrabens erhalten. Ende des 18. Jahrhunderts wurde das Pastorat erweitert, weil dort sowohl der Küster als auch der Lehrer untergebracht wurden. Nach einem Deichdurchbruch im Januar 1814 hat das Pastorat unter Wasser gestanden. Nachdem der Schuldirektor (schoolmeester) C. Kroes Besitzer von De Woldenberg geworden war, überschrieb er 1834 einen Teil des ehemaligen Burgterreins mitsamt dem Pastorat an die katholische Gemeinde. 1836 wurde das Pastorat teilweise restauriert, jedoch blieb das Gebäude feuchtigkeitsanfällig. In den 1850er Jahren wurde das Pastorat dann abgerissen und wieder neu aufgebaut. Um die Gefahr von weiteren Überflutungen zu vermeiden, wurde das Grundstück um 60 cm erhöht und das Gebäude dann errichtet. 1857 wurde das neue Pastorat schließlich fertiggestellt. Erst im Jahre 1922, lange nach dem Umbau der Pfarrkirche 1875/1876 durch Reichsbaumeister P. Cuypers, wurde das Pastorat erneut renoviert. Im Jahr 1923 bekamen Kirche und Pastorat elektrisches Licht.

## Heilige Walburga
Die Hl. Walburga oder auch Walburgis (ca. 710-779), Tochter des Königs Richard von Wessex und Schwester des Heiligen Willibald und des Heiligen Winnebald, besitzt für das Dorf Netterden eine besondere Bedeutung. Sie ist dessen Patronin. Die Dorfkirche, der Schützenverein und auch die Grundschule tragen den Namen Walburgas. Walburga wurde Nonne und missionierte ab 748 zusammen mit ihren Brüdern und dem Heiligen Bonifatius im heutigen Deutschland. Sie wurde Äbtissin von Kloster Heidenheim.

## Dorfleben, Vereine und Veranstaltungen
- Der Schützenverein St. Walburgisgilde mit eigenem Tambourchor ist mit seiner Gründung im Jahr 1431 die älteste Schützenvereinigung in den Niederlanden. Er feiert jedes Jahr im Mai sein traditionelles Schützenfest mit Vogelschießen, Tanz und Vergnügen.
- Der Fanfarenchor „Muziekvereniging Concordia Netterden“ spielt seit 1901 zu den Festlichkeiten im Dorf auf. Es gibt ein jährliches Neujahrskonzert.
- Der Netterdense Voetbal Club (NVC) ist der größte Sportverein des Dorfes. Es gibt mehrere Senioren- und Jugendmannschaften. Gespielt wird im Sportpark „De Hoek“.
- Die Laienspielgruppe "Toneelvereiniging Nineto" führt jährlich Theaterstücke auf der Bühne im Festsaal (zaal Meijer) auf.
- Der Frauenverein Netterden (Vrouwenvereniging Netterden – VVN) organisiert Angebote für Frauen. Man trifft sich zum Kartenspiel, Tarot und Bingo, unternimmt Fahrradtouren und Fahrten in die Umgebung.
- Für Kleinkinder gibt es auf dem Bauernhof „Teddy Boerderij“ einen Streichelzoo.
- Der Camping’s Gravenshof ist ein Ponyhof mit Campingplatz (Sommerbetrieb) für Familien mit Kindern. Ponyreiten, Schwimmen und Angeln ist möglich.

## Bilder

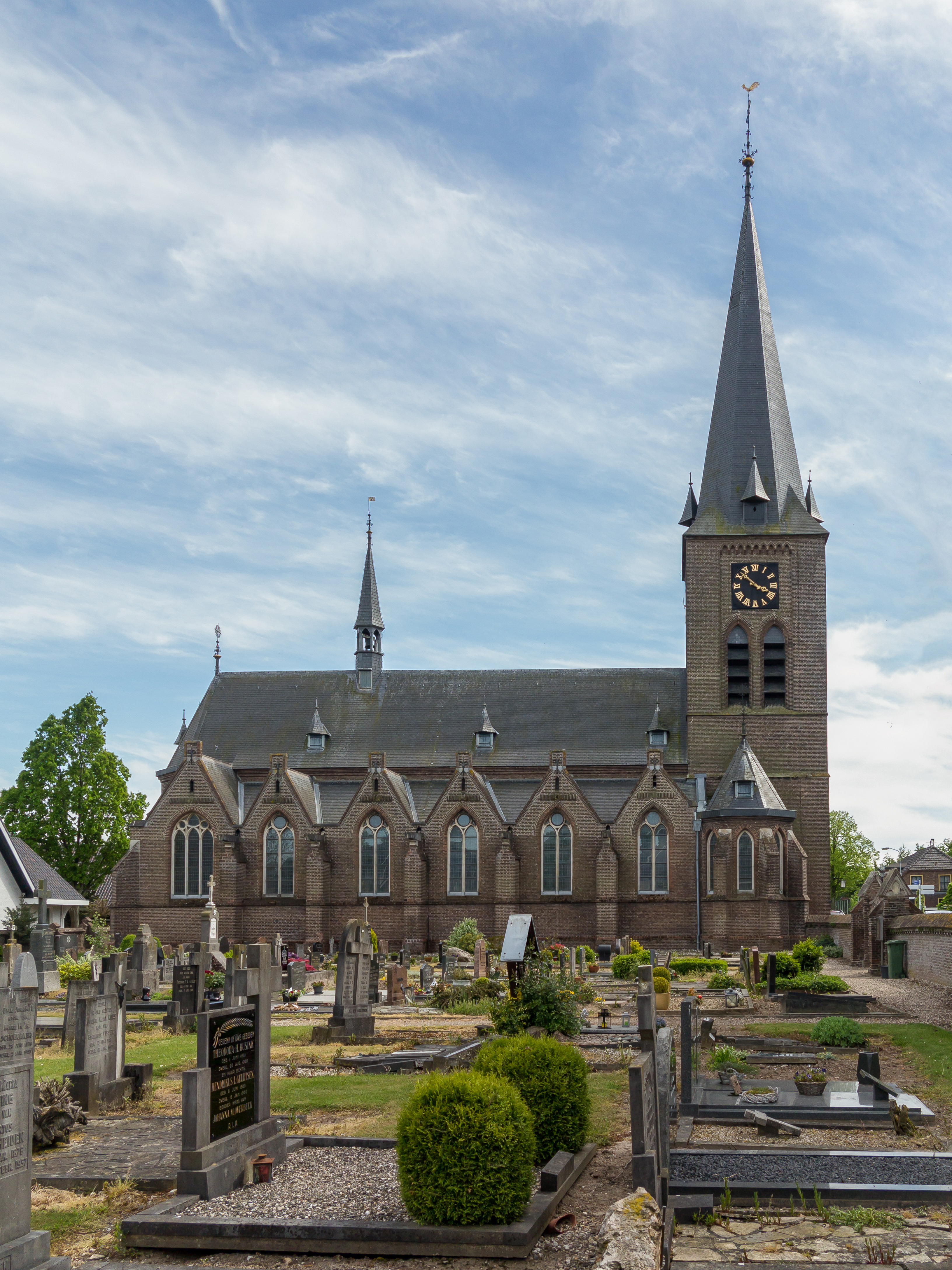
Kath. St. Walburgiskirche, Netterden
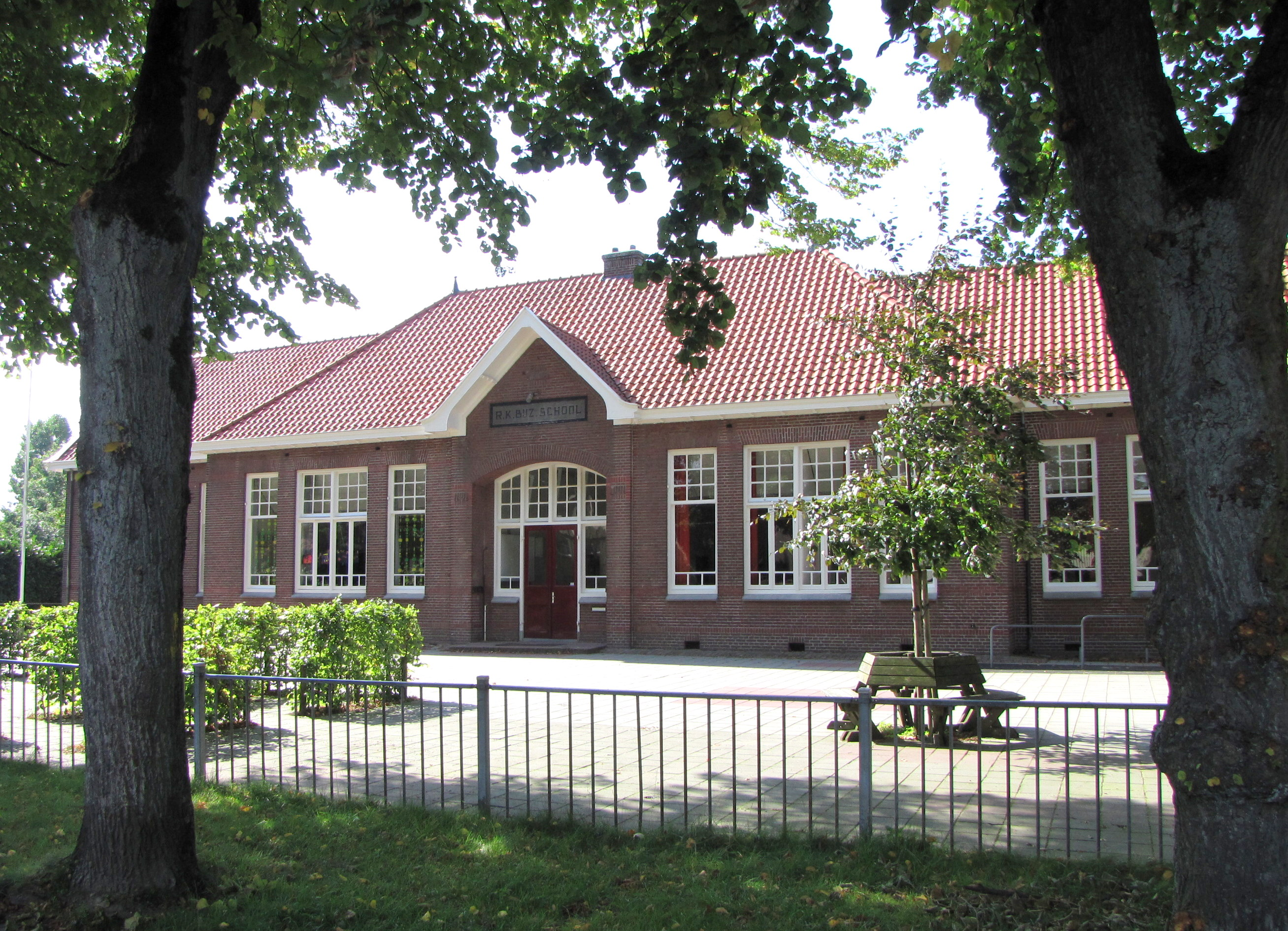
Grundschule Netterden
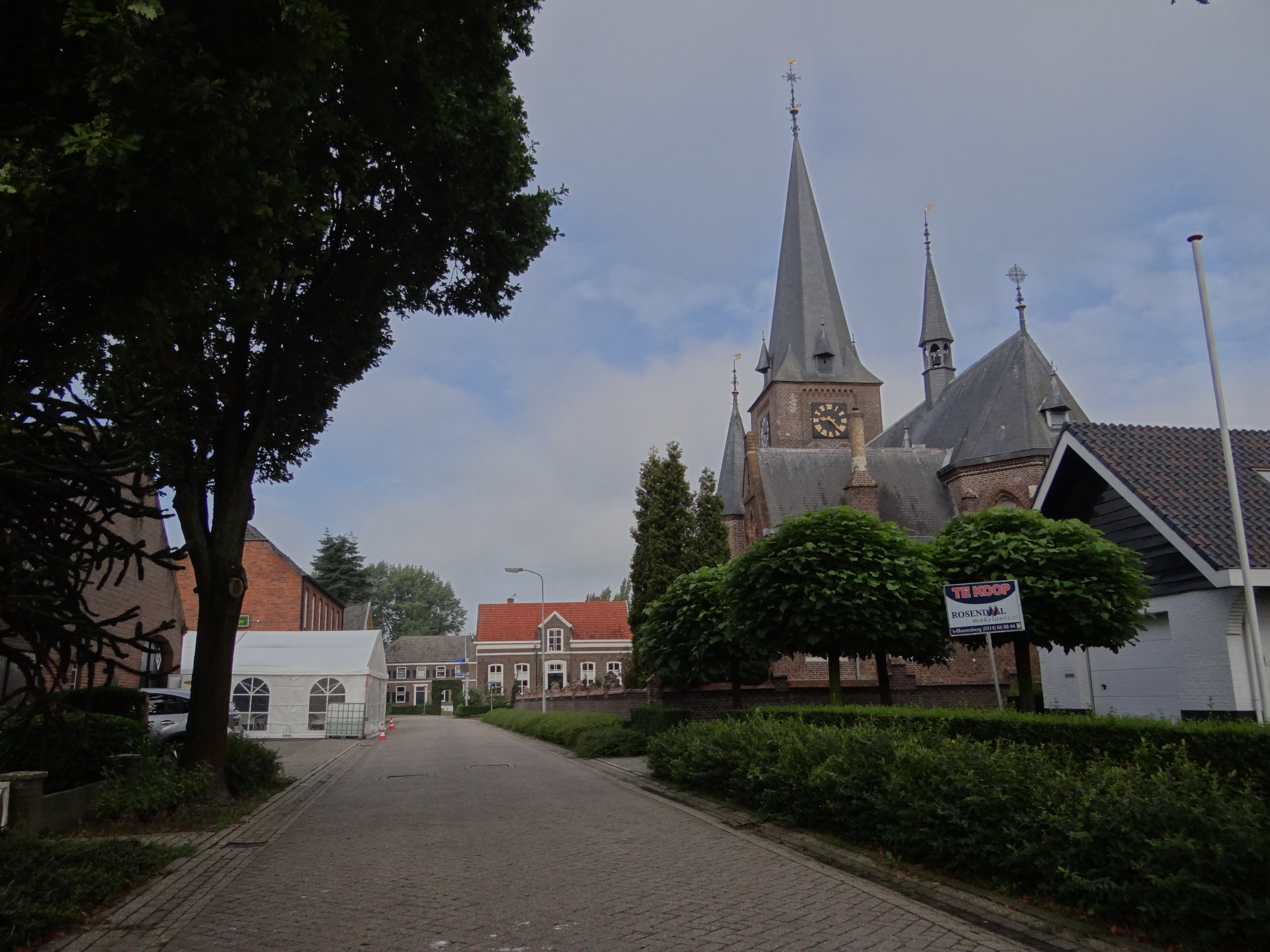
Dorfstraße
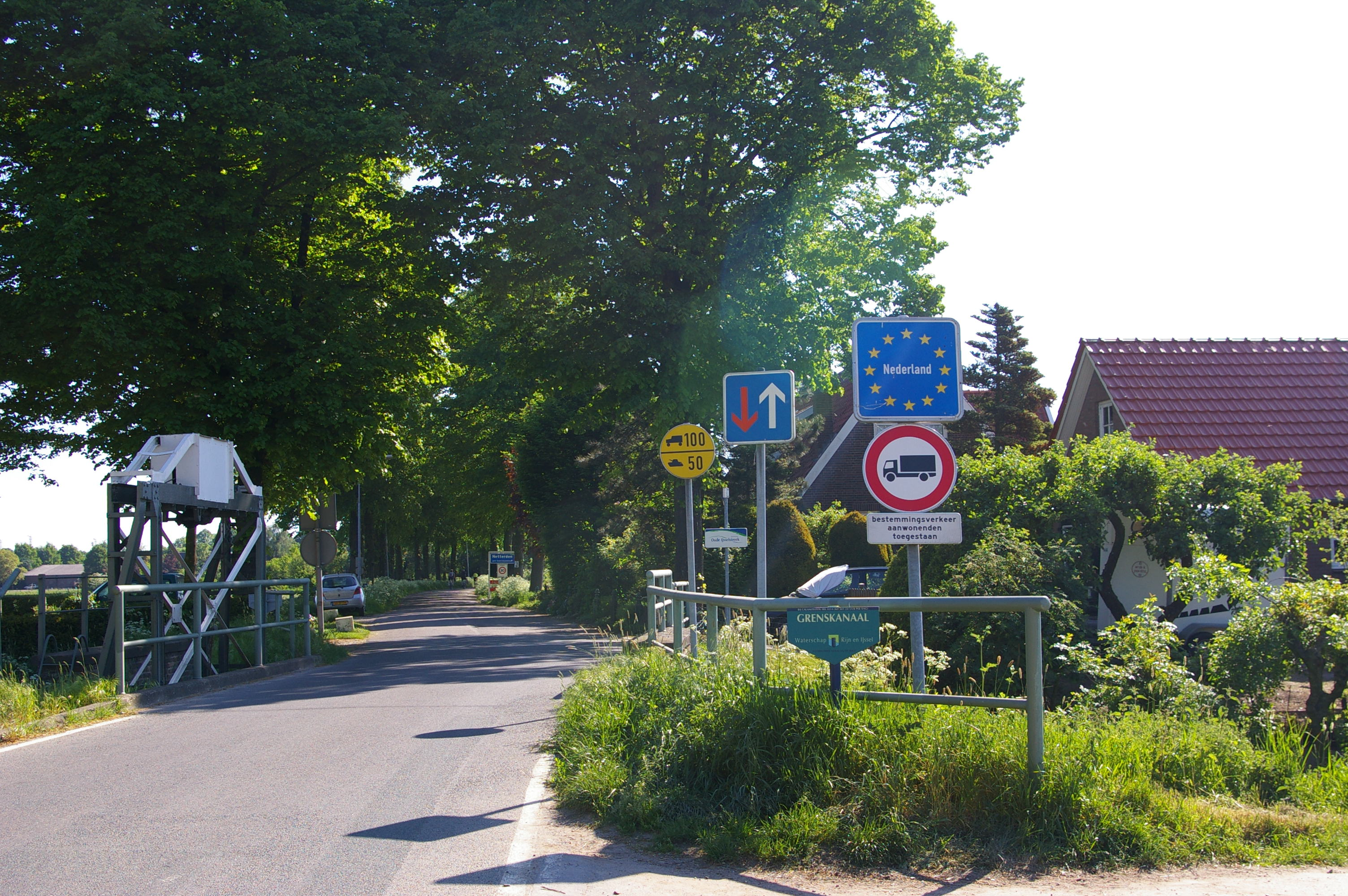
Grenzübergang Netterden (NL) – Klein-Netterden (D, Emmerich)